# 紀の松島

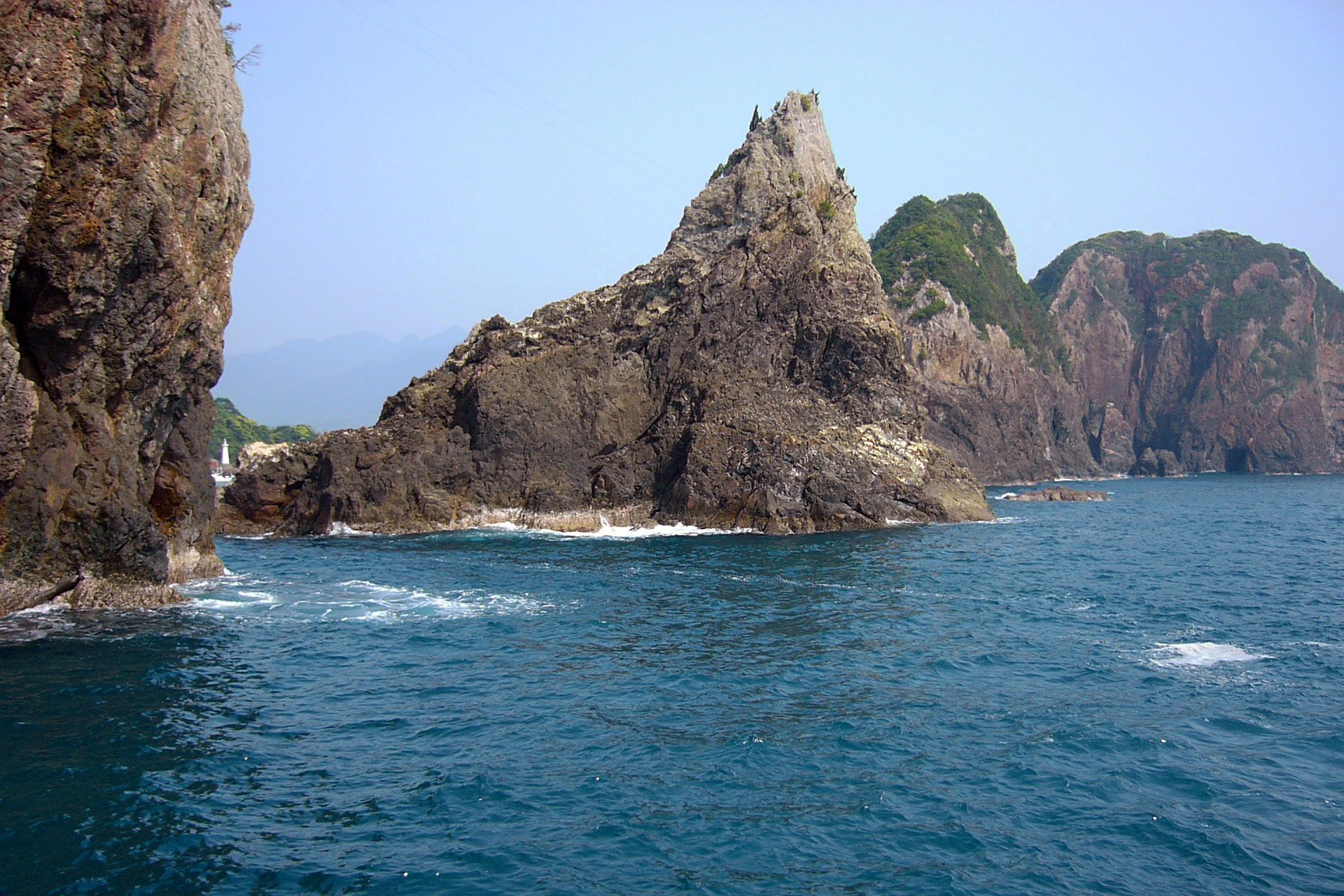
紀の松島

紀の松島（きのまつしま）は、和歌山県東牟婁郡那智勝浦町にある勝浦湾の湾口周囲約17kmに点在する大小130余りの島々の総称である。

## 概要
南海道随一の景勝地とされ、その海岸美は日本三景の松島に勝るとも劣らないところから紀の松島と称されたとされる。松島に比べて紀の松島は外洋にも面しているため岩礁の造形がダイナミックであり、その形よりラクダ岩、ライオン島、鶴島、兜島、筆島などと名付けられた島や岩が紺碧の海に浮かんでいる。温泉が湧く中ノ島や、平維盛入水の伝説がある山成島もその一つである。
また海食洞穴は180ヶ所あり、そのうちの一つである狼煙半島の洞穴には温泉が湧いており、「忘帰洞」と命名されている。

## ラクダの湯
ラクダ岩の対岸に湧く温泉（南紀勝浦温泉）のことである。船でしか行けない絶景の露天風呂である。

## ギャラリー

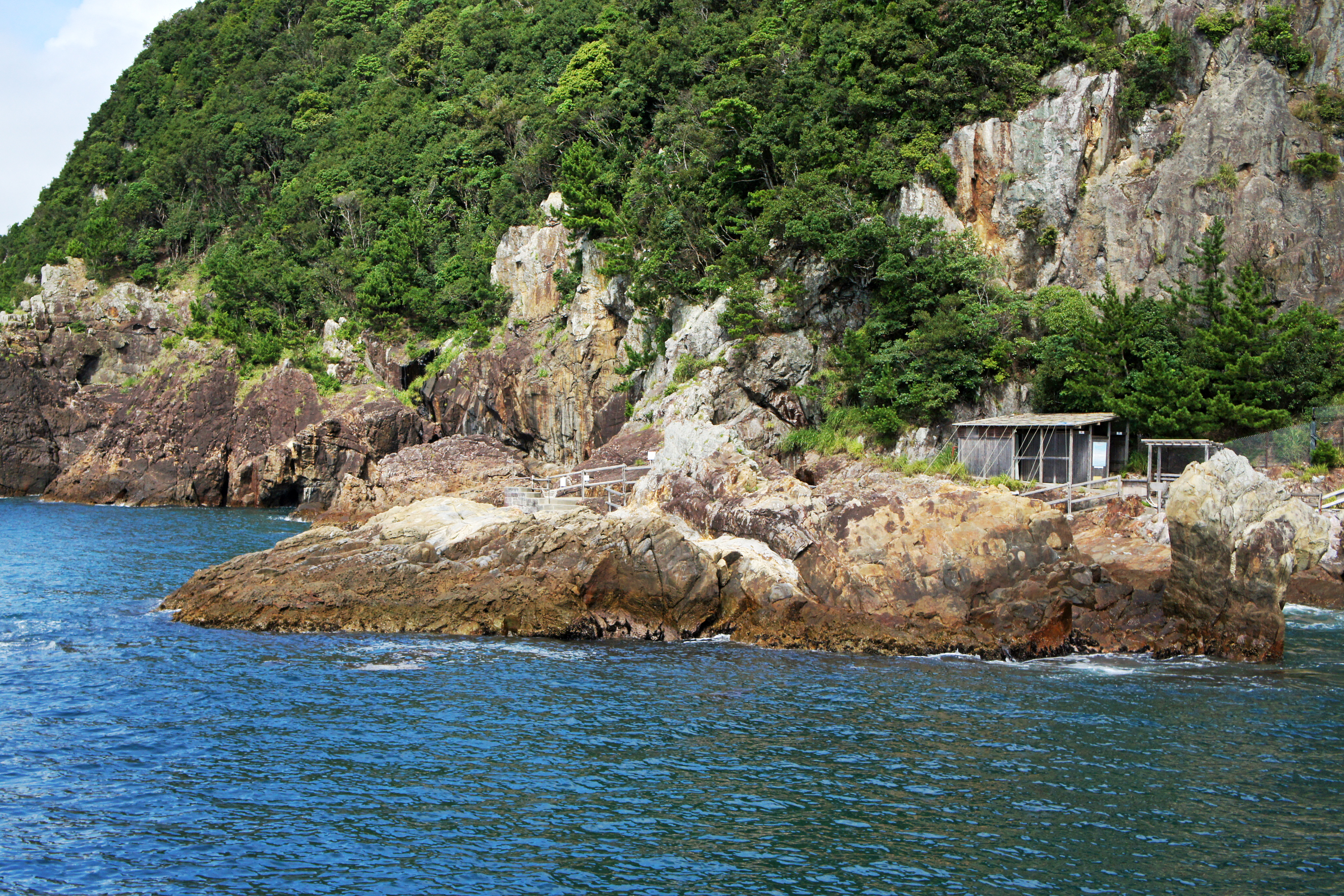
ラクダの湯
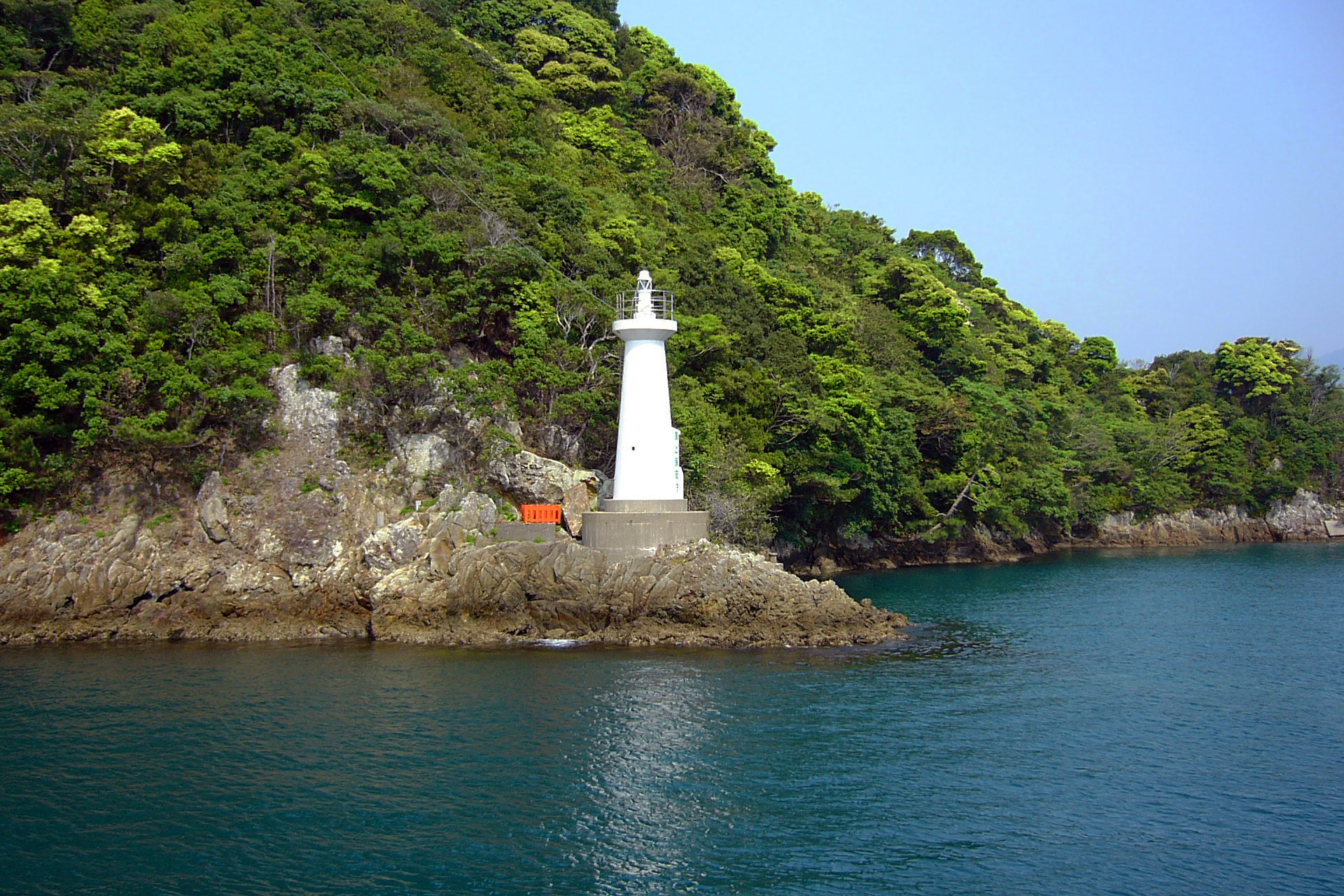
中ノ島気多の鼻灯台
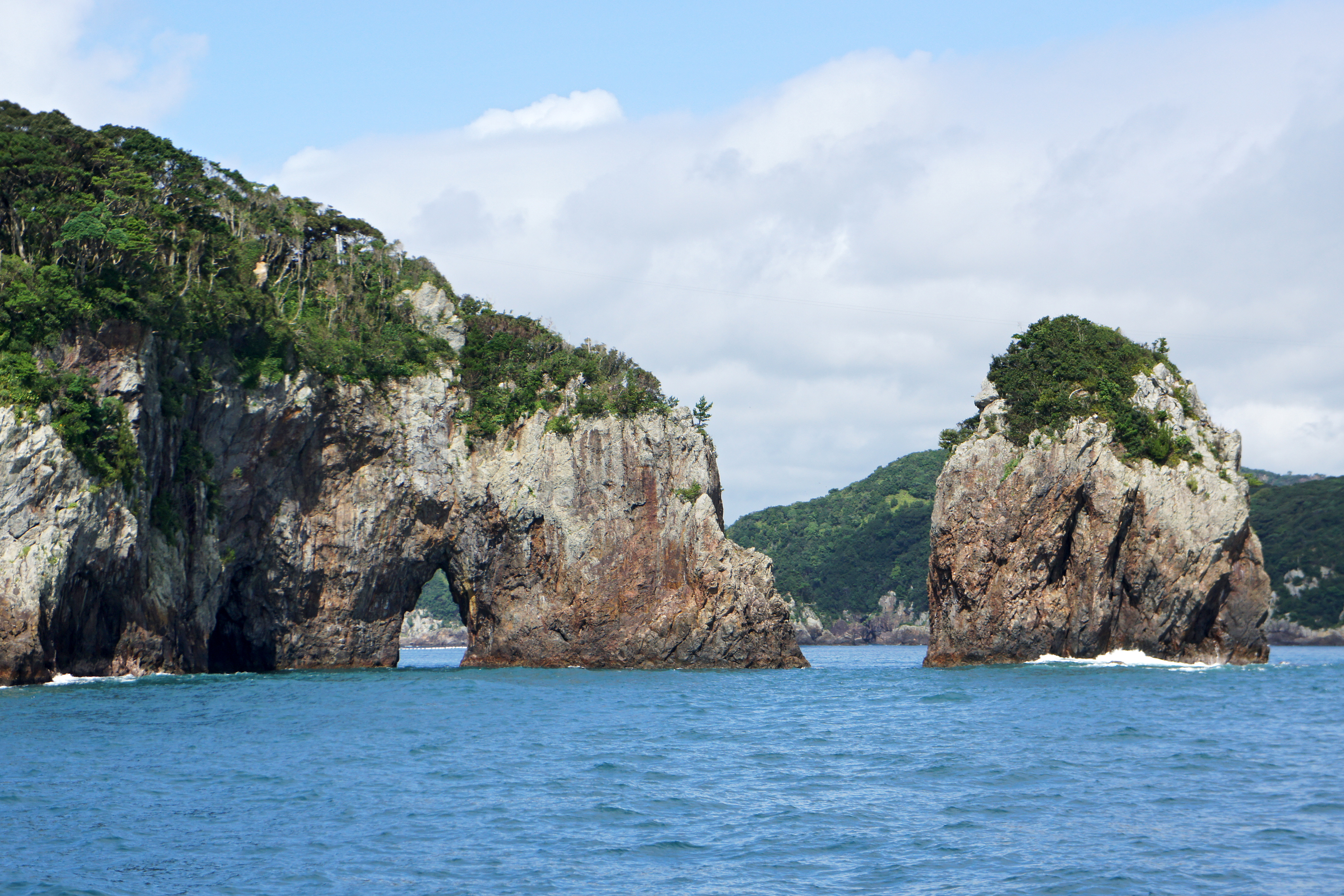
海蝕洞
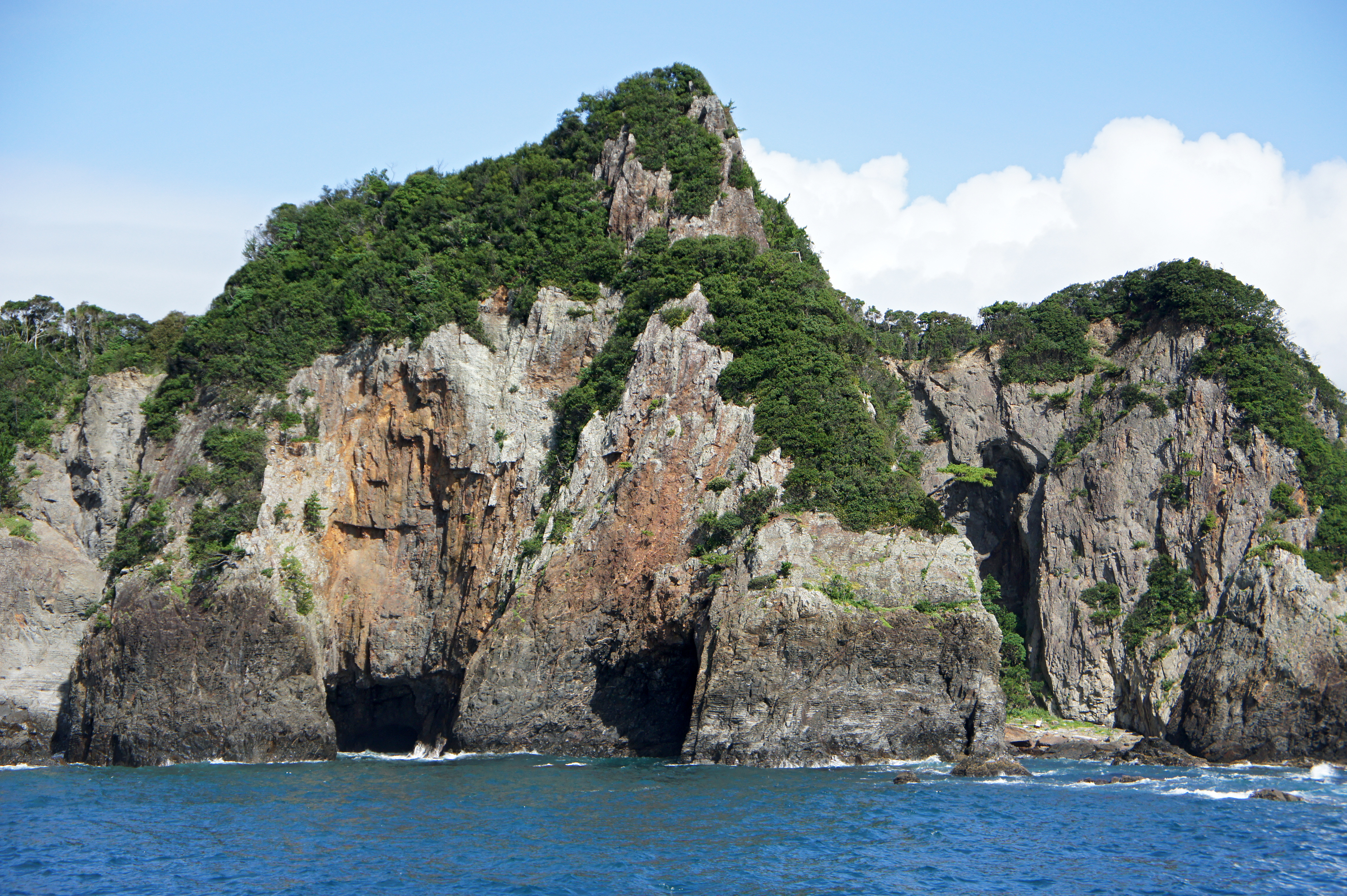
海蝕洞

## 所在地
和歌山県東牟婁郡那智勝浦町

## 交通アクセス
- JRきのくに線 紀伊勝浦駅から徒歩7分の観光桟橋より遊覧船
- JR きのくに線 太地駅からバス10分の太地港から遊覧船

## 周辺情報
- 狼煙半島
- 南紀勝浦温泉
- 紀伊山地の霊場と参詣道 
  - 熊野古道
- 太地町立くじらの博物館